# William Luret
 (août 2020).
William Luret est un écrivain, journaliste et documentariste français, né le 21 mars 1949.

## Biographie
Il rejoint RMC en 1979 et devient Secrétaire Général adjoint de la rédaction.
Son premier livre, L'Homme de Porquerolles, retrace la vie de François Joseph Fournier, fils d'un pauvre batelier belge parti chercher de l'or au Mexique. Devenu immensément riche, l'aventurier achète l'île de Porquerolles pour l'offrir à sa troisième épouse, Sylvia Frances Antonia Johnston Lavis. Publié aux éditions JC Lattès en 1996, le livre est ensuite édité, en 1998, par Le Livre de Poche.
William Luret s'intéresse ensuite à un autre destin extraordinaire, celui d'Hercule Florence. Aventurier embauché comme dessinateur pour une grande expédition à travers l'Amazonie, Hercule Florence est aussi un intarissable inventeur - de la zoophonie, un système de notation des chants d'oiseaux, à la polygraphie, une technique inédite d'imprimerie, et surtout, à la photographie, qu'il découvre en janvier 1833, avant les trouvailles européennes.
William Luret collabore également à l'Encyclopédie Hachette des Vins et est aussi l'auteur d'un Guide des Vins de Provence chez Lafitte - et aux revues Maisons Côté Sud, Iles, Pays de Provence, Ici et là. Il publie en 2005 Osez le rosé !

## Œuvres
- L'homme de Porquerolles - Jean Claude Lattès (Paris, 1996) [4]
- Les trois vies d'Hercule Florence - Jean Claude Lattès (Paris, 2001) [5]
- Louise de Mirabeau, la marquise rebelle (Paris, 2002)[6]
- Ti'paille en queue - Anne Carrière (Paris, 2004)
- Osez le rosé ! - Hachette (Paris, 2005) [7]
- Vilamègbo, enfants d'Afrique en esclavage - Anne Carrière (Paris, 2007)

## Documentaires

### En tant qu'auteur
- Les casinos de la côte (2010)
- La radio du soleil: les années 70 à RMC (2015)